# Canada Dry-Gazelle
El Canada Dry-Gazelle, posteriorment conegut com a Robot-Gazelle, va ser un equip ciclista neerlandès, que va competir professionalment entre el 1973 i el 1974. A l'abril d'aquell any l'equip es va separar en dos, un anomenat Tim Oil-Novy, i l'altre Robot-Office du Meuble Hannut amb llicència belga.

## Principals victòries

### A les grans voltes[1]
- Tour de França:
  - 1 participacions (1973)
  - 0 victòries d'etapa:

- Giro d'Itàlia
  - 0 participacions

- Volta a Espanya
  - 0 participacions